# San Fernando (Trinidad y Tobago)
San Fernando es una ciudad y una localidad de Trinidad y Tobago.

## Geografía
La ciudad abarca parte de la isla Trinidad y limita al norte con la región de Couva-Tabaquite-Talparo, al sur con la región de Penal-Debe, al este con la región de Princes Town y al oeste con el golfo de Paria.

## Historia
El antiguo municipio fue elevado a la categoría de corporación de la ciudad el 18 de noviembre de 1988.[cita requerida]

## Organización territorial
Consta de veintiuna localidades:
- Broadway
- Cocoyea Village
- Embacadere
- Green Acres
- Gulf View
- Les Efforts East
- Les Efforts West
- Lower Hill Side
- Marabella
- Maraj Lands
- Mon Repos
- Navet Village
- Paradise
- Pleasantville
- San Fernando
- St. Joseph Village
- Tarouba
- Union Park
- Union Village
- Victoria Village
- Vistabella

## Demografía

### Ciudad
Datos demográficos de la ciudad de San Fernando:
| Gráfica de evolución demográfica de San Fernando entre 2000 y 2011 |
|                                                                    |

### Localidad
Datos demográficos de la localidad de San Fernando:
| Gráfica de evolución demográfica de San Fernando entre 2000 y 2011 |
|                                                                    |

## Economía
San Fernando, llamada por los locales con el nombre abreviado "Sando",  es llamada también la "capital industrial" de Trinidad y Tobago" debido a su proximidad a la refinería de petróleo Pointe-à-Pierre y muchas otras fundiciones petroquímicas de GNL, hierro, acero y aluminio en lugares como Point Lisas en Couva y Point Fortiny en La Brea.[cita requerida]